# Élection du maire de Moscou de 2018
L'élection de 2018 du maire de Moscou se tient le 9 septembre 2018 afin d'élire pour cinq ans le maire de la ville, capitale de la fédération de Russie. 
Le maire sortant Sergueï Sobianine se porte candidat à sa réélection et remporte le scrutin avec 70,17 % des voix.

## Système électoral
Moscou fait partie du district fédéral central et a le statut de ville d'importance fédérale qui lui donne le même niveau d'autonomie que les autres sujets de la Russie. 
L'élection se déroule sous la forme d'un scrutin uninominal majoritaire à deux tours. Pour être élu au premier tour, un candidat doit obtenir plus de 50 % des voix. Si personne n'atteint 50 %, un second tour doit se tenir deux semaines après entre les deux candidats arrivés en tête au premier tour, et celui recueillant le plus de voix est élu. La durée du mandat est de cinq ans.

## Candidatures

### Candidats
- Sergueï Sobianine, maire sortant, pour Russie unie[2] ;
- Plusieurs noms (Yevgeny Balashov, Nikolaï Zoubriline, Leonid Zyouganov, Denis Parfyonov, Valéri Rashkin ou encore Yelena Shouvalova) sont évoqués pour la représentation du Parti communiste de la fédération de Russie avant que le choix ne se porte sur Vadim Koumine[3] ;
- Ilya Sviridov, chef du district de Taganski, représentant Russie juste[4] ;
- Mikhaïl Degtiariov, candidat du Parti libéral-démocrate ;
- Mikhaïl Balakine, candidat de l'Union des citoyens.

### Candidats ayant renoncé
- Sergueï Mitrokhine (député à la Douma d'État et membre de la Douma de Moscou) et Dmitri Goudkov (ru) (député à la Douma d'État) s'affrontent dans le cadre d'une primaire devant désigner le candidat du parti Iabloko[5],[6] ;
- Georgy Fyodorov, ancien membre de la Chambre civique de la fédération de Russie (en), comme candidat indépendant[7] ;
- Yevgeny Budnik, membre de l'assemblée du district de Basmanny, comme candidat indépendant[8] ;
- Anton Krassovski, journaliste[9].

## Résultats

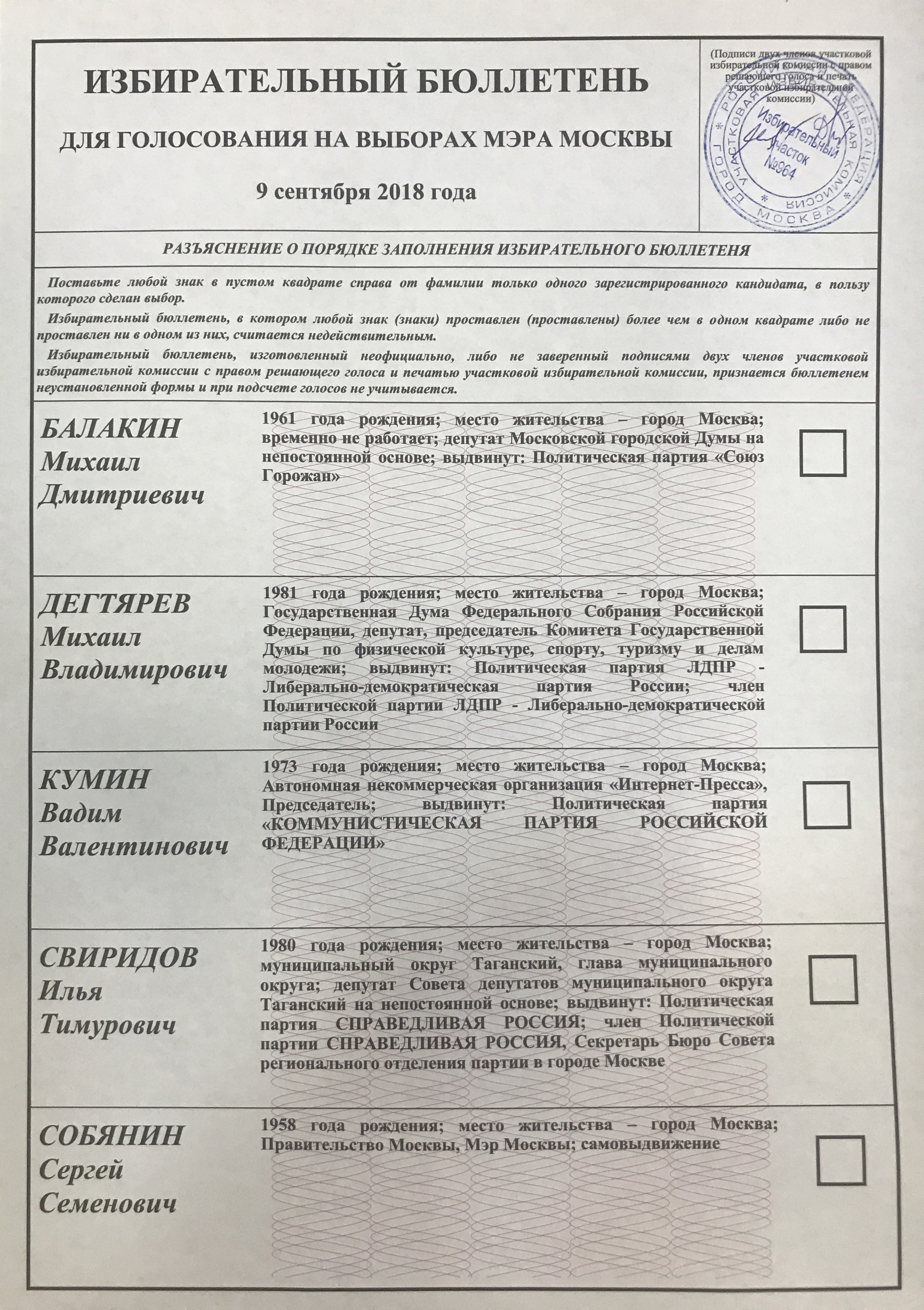
Bulletin de vote utilisé.

| Candidats                | Candidats                | Partis                   | Votes     | %     |
| ------------------------ | ------------------------ | ------------------------ | --------- | ----- |
|                          | Sergueï Sobianine        | Indépendant, Russie unie | 1 582 762 | 70,17 |
|                          | Vadim Koumine            | Parti communiste         | 256 717   | 11,38 |
|                          | Ilya Sviridov            | Russie juste             | 158 106   | 7,01  |
|                          | Mikhaïl Degtiariov       | Parti libéral-démocrate  | 151 642   | 6,72  |
|                          | Mikhaïl Balakine         | Union des citoyens       | 42 192    | 1,87  |
|                          |                          |                          |           |       |
| Votes valides            | Votes valides            | Votes valides            | 2 191 419 | 97,15 |
| Votes blancs et nuls     | Votes blancs et nuls     | Votes blancs et nuls     | 64 279    | 2,85  |
| Total                    | Total                    | Total                    | 2 255 698 | 100   |
| Abstention               | Abstention               | Abstention               | 5 040 831 | 68,09 |
| Inscrits / participation | Inscrits / participation | Inscrits / participation | 7 296 529 | 30,91 |